# Sacrario dei Trecento
Il sacrario militare dei Trecento è un edificio sacro, nella Chiesa della Santissima Annunziata, dove sono conservati i resti dei caduti durante la Spedizione di Sapri, situato nella parte alta della città di Padula.

## Storia
La storia di Pisacane e dei suoi soldati fu violenta: sbarcati a Sapri, non trovarono alcun patriota ad attenderli e nessun appoggio da parte della popolazione. Il 30 giugno, giunti a Padula, trovarono solo poche attenzioni da parte di qualche reduce del 1848. 

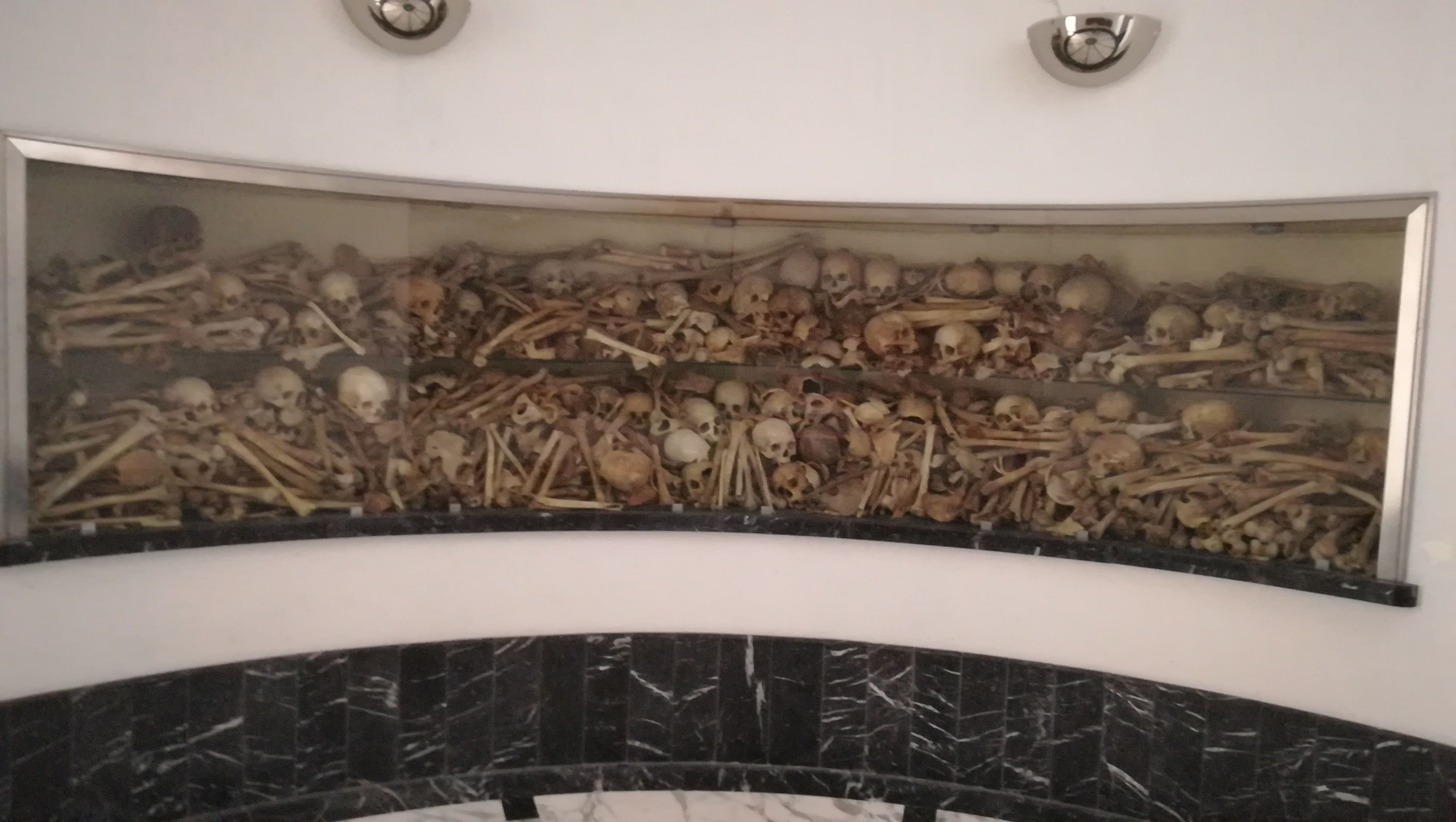
I resti dei caduti

Assalirono il carcere e misero il quartier generale nella parte alta del paese, nella casa di uno dei pochi liberali ancora in circolazione, Federico Romano. Durante la notte prepararono le munizioni e, per difendersi, si schierarono sulle alture che dominavano Padula. Il 1º luglio del 1857 la colonna di urbani e gendarmi, comandati dal maggiore della gendarmeria, Girolamo De Liguoro, attaccò  i rivoltosi dalle colline poste verso Sala Consilina. I rivoltosi resistettero per due ore, ma furono aggirati dall’arrivo delle truppe regolari, comandati dal colonnello Giuseppe Ghio. La tenaglia delle forze borboniche determinò lo sbandamento dei rivoltosi; Pisacane con un centinaio riuscì a fuggire mentre gli altri furono uccisi nel paese. La maggior parte dei rivoltosi furono massacrati, mentre tutti gli altri furono catturati.

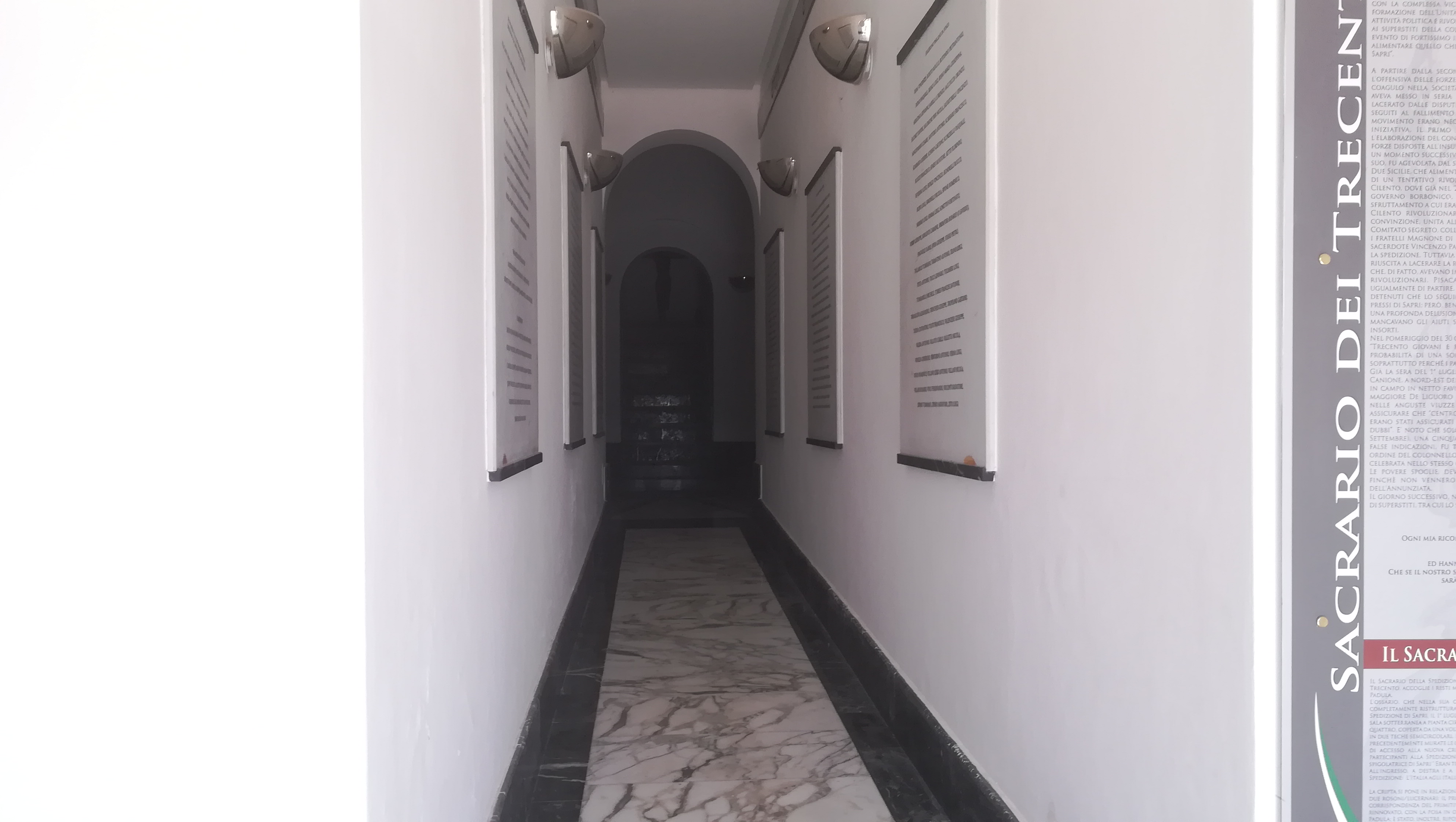
La veduta interna del sacrario

Il 2 luglio i superstiti, che avevano attraversato la valle. Erano in vista di Sanza dove la guardia urbana del paese mobilitò la popolazione, annunciando l’imminente arrivo di una banda di briganti. I rivoltosi furono assaliti dai paesani infuriati e si divisero in due gruppi: la maggior parte di loro fu aggredita ed uccisa a sangue freddo, tra questi Falcone e lo stesso Pisacane (anche se molti sostengono che si sia suicidato) mentre gli altri, come Nicotera (che era ferito), furono catturati dai soldati regolari e trasferiti a Salerno. Il processo che li giudicò, ebbe un imponente risalto mediatico e si concluse con condanne durissime. Nicotera e gli altri furono liberati tre anni dopo, quando giunsero Garibaldi e l’esercito meridionale.
Il sacrario fu costruito nel 1957 con la presenza del vescovo della diocesi di Teggiano-Policastro Stefano Tinivella, a totale carico dell'amministrazione di Padula. Nel 2007 fu restaurato (emiciclo). Ogni anno, dopo il 150º Anniversario della spedizione, si celebra la messa in onore dei caduti con la presenza dei parenti dei defunti.

## Descrizione
Il sacrario militare dei Trecento è un edificio a pianta circolare. Sui muri all'entrata vi è posta la celebre frase utilizzata come parola d'ordine "l'Italia agli Italiani, gli Italiani per essa". 

Lungo il corridoio troviamo scritti i nomi dei caduti su tavole di pietra padulese. Nella piccola stanza che segue sono conservate i resti dei caduti in teche di vetro poste lungo le pareti. Infine, dopo la piccola scalinata, oltre a trovare altri resti, troviamo anche un piccolo crocifisso.

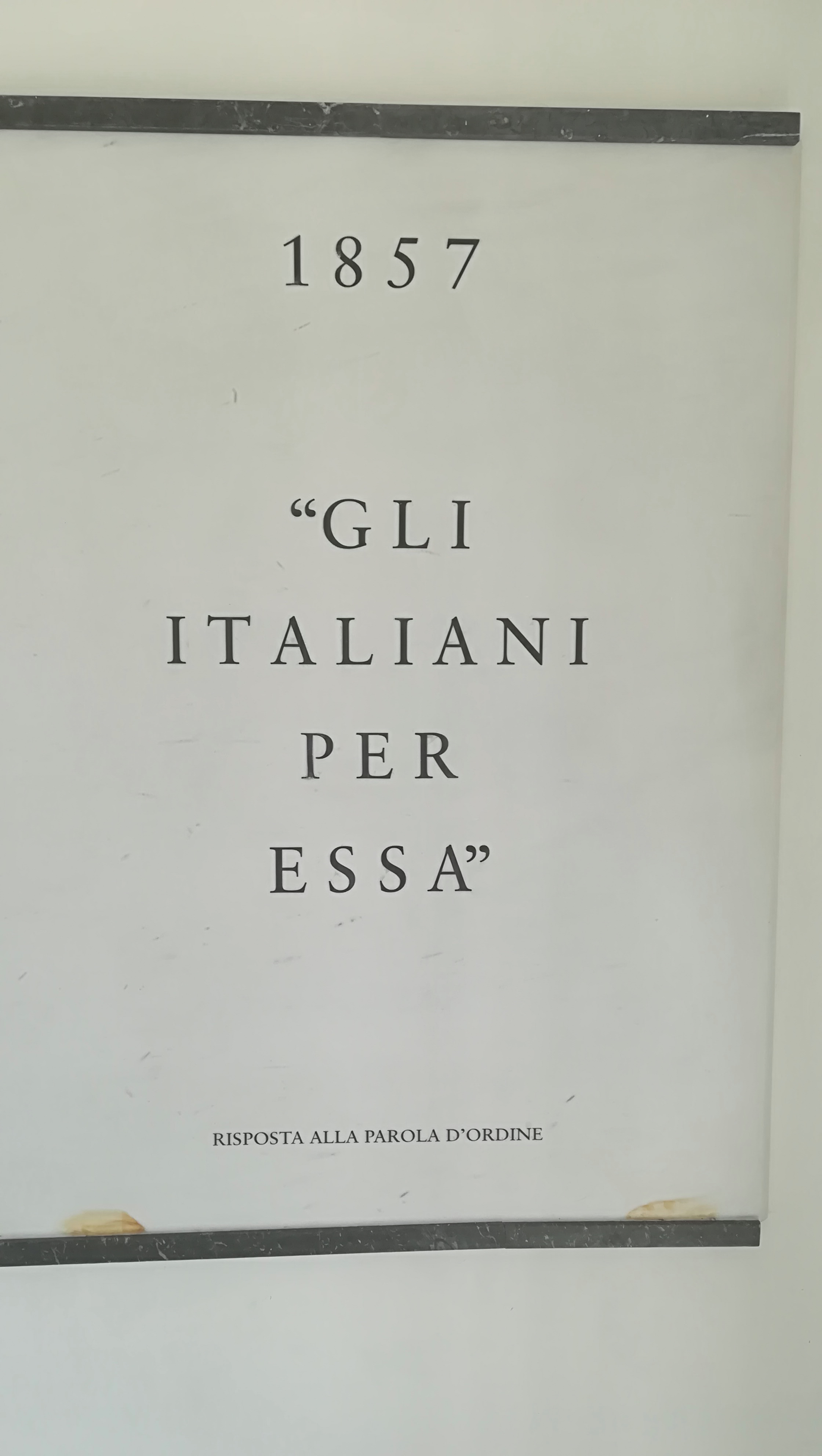
La parola d'ordine utilizzata durante la spedizione

## Partecipanti

### Organizzatori ed ideatori
- Mazzini Giuseppe
- Pilo Rosolino
- Cosenz Enrico
- Agresti Filippo
- Fanelli Giuseppe
- Fabrizi Nicola
- Dragone Luigi

### I Salernitani
- Matina Giovanni
- Padula Vincenzo
- Magnone Michele
- Gerbasi Vincenzo
- Santelmo Antonio
- Brandi Mansueto
- Cardillo Giuseppe
- Mugno Fiorante
- Romano Federico
- Cioffi Vincenzo
- Gallotti Giovanni
- Masullo Raffaele
- Fiatarone Luigi
- Padre Anacleto da Postiglione
- Padre Luigi da Viaggiano

### Gli altri partecipanti

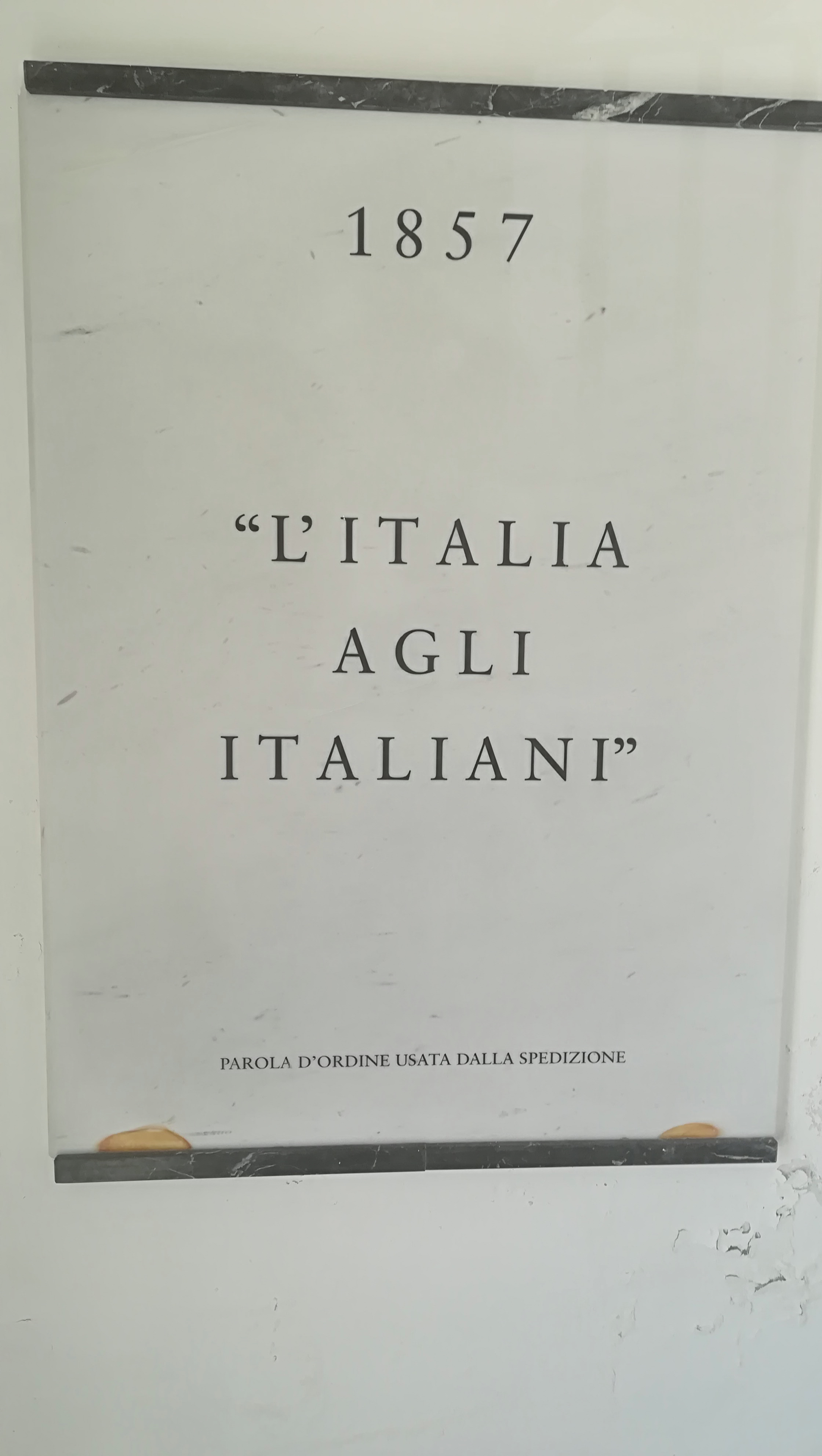
La parola d'ordine utilizzata durante la spedizione

- Pisacane Carlo
- Nicotera Giovanni
- Falcone Giovan Battista
- Barbieri Luigi
- Poggi Gaetano
- Peducci Achille
- Feritone Cesare
- Poggi Felice
- Gagliani Giovanni
- Cori Cesare
- Rolla Domenico
- Foschini Federico
- Negroni Ludovico
- Porro Domenico
- Metuscè Francesco
- Sala Giovanni
- Giannone Lorenzo
- Faelli Giuseppe
- Camillucci Giovanni
- Mazzone Domenico
- Rusconi Pietro
- Rotta Carlo
- Conti Luigi
- Santandrea Giuseppe
- Facella Filippo
- Buonomo Amilcare
- Daneri Giuseppe
- Mercuri Giuseppe
- Costa Domenico.
- Abravilla Luigi
- Acunzo Fortunato
- Agresti Vincenzo
- Alaggio Nicola
- Albergo Michele
- Aliberti Vincenzo
- Altizzone Giuseppe
- Alzarino Filippo
- Amoruso Pasquale
- Antico Aniello
- Antinori Liborio
- Aquila Ferdinando
- Argirò Beniamino
- Armeni Pasquale
- Barberio Salvatore
- Barrella Alfonso
- Bartiromo Giuseppe
- Bello Vitantonio
- Biorsella Carminantonio
- Bombara Vincenzo
- Bonito Giovanni
- Borrelli Giuseppe
- Botrò Bruno
- Botta Gennaro
- Bove Esposito
- Bozzetti Emanuele Francesco
- Bruno Michele
- Bucci Eusebio
- Buonajuto Giacomo
- Buongiovanni Pietro
- Califani Carmine
- Compagnuolo Pasquale
- Cantatore Francesco
- Capraro Carmine
- Caputo Giuseppe
- Carbone Gaetano
- Cardamone Natale
- Cardone Alessandro
- Cariti-Carino Pietro
- Cataldo Vincenzo
- Catapane Domenico
- Cavagnone Vincenzo
- Cerino Errico
- Cervo Leonardo
- Chiefari Gregorio
- Chinamo Domenico
- Ciampi Domenico
- Cianci Antonio
- Cicchetti Giuseppe
- Cirola Domenico
- Cocchilo Ferdinando
- Cofano Luigi
- Cognetta Giuseppe
- Coia Domenica
- Colacicco Giuseppe
- Colapinto Donato
- Colatarci Luigi
- Colica Pietro
- Comite Vincenzo
- Commortino Giacomo
- Confortino Giacomo
- Consolato Nicola
- Conte Filippo
- Contemi Bruno
- Copertino Vito Francesco
- Cortese Raffaele
- Costanzo Pasquale
- Cozzolino Domenico
- Cozzolino Giovanni
- Crespi Giovanni
- Crisafi Antonio
- Cuccorullo Francesco
- D’Acunzo Fortunato
- D’Agostino Marcellino
- D’Ambrosio Giuseppe
- D’Angelo Pasquale
- D’Anna Giuseppe
- D’Aquila Ferdinando
- Darrucci Ferdinando
- D’Auria Gaetano
- D’Auria Vincenzo
- De Felice Girolamo
- De Felice Giuseppe
- De Francesco Giuseppe
- De Luca Vitantonio
- De Martino Francesco
- De Padova Salvatore
- De Pasquale Battista
- De Respino Guglielmo
- De Sio Luigi
- Della Monica Alfonso
- Dell’Oglio Vincenzo
- Dell’Oglio Domenico
- Di Cicco Lorenzo
- Di Costanzo Francesco
- Di Domenico Carmine
- Di Gennaro Vincenzo
- Di Gennaro Francesco
- Di Mauro Pasquale
- Di Mauro Francesco
- Di Muzio Giuseppe
- Di Paola Nicola
- Di Sapio Bartolomeo
- Di Sorbo Giulio
- Esposito Paolo
- Esposito Angelo Santo
- Esposito Giuseppe
- Esposito Anselmo
- Esposito Alfonso
- Esposito Antonio
- Esposito Luigi
- Esposito Vincenzo
- Esposito Michele
- Esposito Pasquale
- Fabozzi Giuseppe
- Falanca Nicola
- Famiglia Nicola
- Fanelli Benedetto
- Farina Vincenzo
- Fauzzi Francesco
- Ferracci Francesco
- Ferri Orazio
- Fiacca Pasquale
- Fiorenza Gaspare
- Fiumara Giovanni
- Flora Fortunato
- Foglia Raffaele
- Frate Felice
- Friuzzi Giuseppe
- Fuccinto Domenico
- Fusco Pietro
- Fusco Sabato
- Galardo Tommaso
- Galda Michele
- Gallo Francesco
- Gambino Pietro
- Gargiulo Gennaro
- Garofalo Giuseppe
- Genzano Emanuele
- Gigliotti Giuseppe
- Gigliotti Francesco
- Giordano Nicola
- Giovinazzo Angelo
- Giuffrè Rosario
- Godano Achille
- Grasso Antonio
- Grillo Angelo
- Guglielmo Giuseppe
- Jaccheo Giovan Battista
- Jannelli Domenico
- Jannessa Francesco
- Jannuzziello Vito
- La Cava Rocco
- La Fata Carlo
- La Ferola Giuseppe
- La Sala Luigi
- Lancellotti Giuseppe
- Lauro Francesco
- Lazzazzera Giuseppe
- Lazzaro Luigi
- Leggieri Giuseppe
- Leonelli Domenico
- Ler Giuseppe
- Lettieri Luigi
- Liguori Paolo
- Limardi Antonio
- Limardi Giuseppe
- Lo Nero Tommaso
- Lombardi Pietro
- Lombardi Eugenio
- Longo Antonio
- Maccarone Giovanni
- Magno Giuseppe
- Mainieri Gennaro
- Majorino Giovan Battista
- Mallardi Luigi
- Mancino Felice
- Manzieri Pasquale
- Mariano Giuseppe
- Marino Luciano
- Marotta Carmine
- Marte Michelangelo
- Martino Vincenzo
- Marucca Nicola
- Mascarò Giovanni
- Mascia Vincenzo Maria
- Mastranza Francesco
- Mazzulli Francesco
- Melillo Luigi
- Mezza Nicola
- Mezzacapo Pasquale
- Micilli Giuseppe
- Milano Michele
- Mingione Antonio
- Minieri Salvatore
- Mira Achille
- Miraglia Giovanni
- Molinè Nazzareno
- Molinè Felice
- Monaco Achille
- Monastero Francesco
- Montesano Giuseppe
- Morelli Orazio
- Mormile Pasquale
- Muscetta Giuseppe
- Muscetta Carmine
- Musto Nicola
- Naddeo Bartolomeo
- Nanci Antonio
- Napoli Antonio
- Napolitano Stefano
- Napolitano Andrea
- Nastro Pietro
- Natale Carlo
- Nicoletti Nicola
- Nocera Saverio
- Nocera Francesco
- Noviello Michele
- Oliva Nicola
- Olivieri Giuseppe
- Orlando Rocco
- Pagano Benedetto
- Palermo Donato
- Palermo Angelo
- Palmieri Pasquale
- Palmieri Luigi
- Panza Vincenzo
- Paolillo Alessandro
- Paparo Vincenzo
- Parente Ferdinando
- Parigino Arcangelo
- Parisi Nunzio
- Parola Raffaele
- Passalacqua Domenico
- Pedata Francesco
- Pellegrino Giuseppe
- Perrella Giovanni
- Perrella Pasquale
- Pescopa Carmine
- Pianese Antonio
- Pirozzi Antonio
- Pizzo Nicola
- Policano Giovanni
- Priorelli Federico
- Puglia Gennaro
- Pugliesi Giuseppa
- Pulice Pietro
- Puzzaro Vincenzo
- Quaranta Angelo
- Raspa Saverio
- Rauti Francesco
- Reale Raffaele
- Reale Giuseppe Maria
- Rega Giuseppe
- Regina Pietro Paolo
- Regina Michele
- Respino Guglielmo
- Ricca Carmine
- Richiello Domenico
- Riggione Giuseppe Antonio
- Riviello Giuseppe
- Rivieglia Domenico
- Roma Giuseppe
- Romano Antonio
- Romano Antonio
- Romano Francesco
- Rosa Vincenzo
- Rosito Rocco
- Rotondo Pietrantonio
- Russo Pasquale
- Russo Luigi
- Russo Maria Giuseppina
- Sabatino Giovanni
- Sabella Lorenzo
- Saccoccia Oronzo
- Salomò Davide
- Salomone Pier Nicola
- Salvatorelli Vincenzo
- Sangiovanni Cesare
- Santoro Antonio
- Scarfaro Francesco
- Scarfaro Giuseppe
- Schiavo Gaetano
- Scorziello Pasquale
- Scozzi Francesco
- Senesi Salvatore
- Sette Florindo
- Severino Luigi
- Sforza Vincenzo
- SIgnorelli Rocco
- Silipo Luigi
- Simonelli Nicola
- Sipone Domenico
- Smimmo Luigi
- Somma Luigi
- Sonetto Fortunato
- Sorbo Giuseppe
- Sorgente Carmine
- Spadafora Rosario (o Saverio)
- Spagnuoli Ilario
- Spina Giuseppe
- Stasio Pietro
- Tallarico Tommaso
- Tarantino Alfonso
- Teano Luigi
- Testa Antonio
- Tocci Gennaro
- Tolimieri Luigi
- Tommarelli Michele
- Torres Francescantonio
- Travaglini Alessandro
- Trinchesi Giuseppe
- Tropeano Gaetano
- Tudda Costantino
- Tuoti Francesco
- Valenzese Giuseppe
- Valera Antonio
- Vallato Carlo
- Valletta Nicola
- Venezia Generoso
- Venturino Antonio
- Verna Luigi
- Vespa Domenico
- Villano Luigi Antonio
- Villani Nicola
- Villari Rosario
- Vinci Ferdinando
- Visconti Salvatore
- Ziparo Tommaso
- Ziparo Salvatore
- Zito Luigi